# NOOK IN THE BRAIN
『NOOK IN THE BRAIN』（ヌック・イン・ザ・ブレイン）は日本のロックバンド、the pillowsの21枚目のアルバム。

## 概要
前作『STROLL AND ROLL』より11か月ぶりに発売された通算21枚目、第四期ピロウズとしては3枚目となるオリジナルアルバムである。先行配信シングル「王様になれ」を収録。

タイトルは“脳みその端っこ”という意味であり、絶対的に解決できない・コントロールできない事実で気分が優れないときの自分をどのように錯覚させるか？状況が変わらないならば、どうやって楽しく生きていくのか？を自分の脳みその隅っこを辿って、角度を変えて脳内に楽しみを見出すことをテーマとしている。

第四期ピロウズでは、前作までオルタナティブ・ロックを封印したロックンロール色の強いアルバムを発表していたが、本作より再びオルタナティブ・ロックに回帰した。

収録曲「パーフェクト・アイディア」「Coooming Sooon」は、ライブにおいて山中がハンドマイクでの歌唱を披露した。また「She looks like new-born baby」「pulse」はピロウズとしては珍しくアルバムツアーでは演奏しないことを前提に制作されたが、ツアー終了後、2017年8月のwash?との対バンイベントにおいてこの2曲が披露された。

収録曲「BE WILD」は、the pillowsのファンであり、2016年リオ・オリンピックで金メダルを獲得した日本女子レスリングの登坂絵莉選手のために書き下ろされた曲であり、オリンピック遠征前の壮行会にて本人にサプライズで楽曲がプレゼントされた。また登坂絵莉選手が所属・出演する東新住建のCM曲としても採用された。

## 収録曲
作詞・作曲：山中さわお（全曲）
1. Envy（2:38）
2. 王様になれ （3:34）
3. Hang a vulture! （2:40）
4. パーフェクト・アイディア （2:48）
5. Coooming Sooon （3:09）
6. She looks like new-born baby （2:48）
7. pulse （4:51）
8. ジェラニエ （3:34）
9. BE WILD （3:10）
10. Where do I go? （1:44）

## DVD
1. Envy （MV）
2. 王様になれ （MV）
3. Hang a vulture! （MV）